# De Villiers Graaff

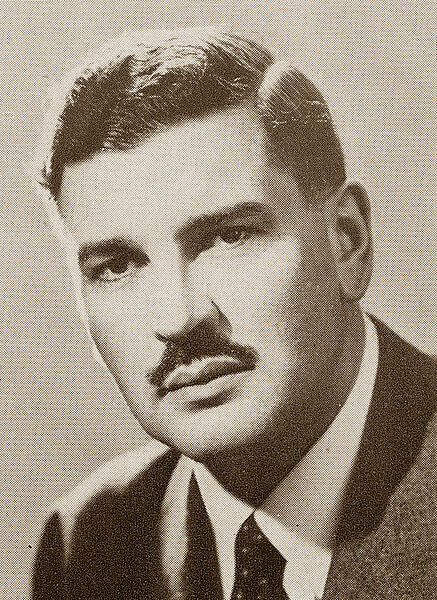
Sir De Villiers Graaff, 2de baronet (1913-1999) in 1960

Sir De Villiers Graaff, 2de baronet (Kaapstad 8 december 1913 - Kaapstad 4 oktober 1999), ook bekend als Div Graaff, was een Zuid-Afrikaans politicus. Hij was van 1956 tot 1977 voorzitter van de belangrijkste oppositiepartij Verenigde Party (VP).

## Biografie
Sir De Villiers Graaff werd op 6 december 1913 geboren in Kaapstad. Hij was de oudste zoon van David Pieter de Villiers Graaff, 1e Baronet (1859-1931), een goudmagnaat en politicus die tussen 1911 en 1916 verschillende ministersposten bekleedde. Na het overlijden van zijn vader volgde Div Graaff hem op als baronet.
De Villiers Graaff studeerde rechten aan de Universiteiten van Kaapstad en Oxford. Tijdens zijn studie was hij een vermaard cricketspeler. Tijdens de Tweede Wereldoorlog had hij dienst in het Zuid-Afrikaanse leger en werd meerdere keren onderscheiden. In 1942 werd hij door de Italianen bij Tobroek gevangengenomen en verbleef vervolgens tot de bevrijding in 1945 in Italiaans en Duits krijgsgevangenschap.
In 1945 slaagde De Villiers Graaff er niet in om tijdens een tussentijdse verkiezing namens de Verenigde Party in het parlement te worden gekozen. In 1948, tijdens de befaamde parlementsverkiezingen, werd hij alsnog voor de kiesafdeling Hottentots-Hollande in het parlement gekozen. De verkiezing van De Villiers Graaff was een van de weinig lichtpuntjes voor de Verenigde Party, die een nederlaag leed ten gunste van de pro-apartheid Nasionale Party. De Verenigde Party kwam in de oppositie terecht en werd de zgn. official opposition in het parlement.

## Oppositieleider
In 1956 volgde De Villiers Graaff J.G.N. Strauss op als partijleider van de VP. Strauss zou naar de mening van veel leden van de VP te links zijn. De Villiers Graaff was niet uitgesproken ideologisch en werd daarom gezien als de ideale leider die de liberalen en conservatieven binnen de partij bij elkaar zou kunnen houden. Desondanks leed de VP tijdens het fractievoorzitterschap van De Villiers Graaff aan allerlei afsplitsingen. Als oppositieleider bestreed De Villiers Graaff de apartheid niet, maar was tegen de scherpe kantjes van de uitvoering van het beleid. Hij was meer bezorgd over de relaties tussen de Afrikaners en de Engelstaligen, die sinds de machtsovername van de Nasionale Party waren verslechterd. In 1960 verzette hij zich sterk tegen de omvorming van de Unie van Zuid-Afrika met aan het hoofd de koningin van het Verenigd Koninkrijk naar een republiek. Uiteindelijk sprak de overgrote meerderheid van de blanke kiesgerechtigden zich - ondanks De Villiers Graaff "nee"-campagne - tijdens het referendum van 5 oktober 1960 uit voor de republikeinse staatsvorm.
Hoewel De Villiers Graaff zich niet erg druk maakte over de rechten van de zwarte Afrikanen, streed hij wel voor het behoud van de rechten van de Kleurlingen.
Het feit dat de Verenigde Party steeds te kampen had met afsplitsingen (1954: Nasionale Konserwatiewe Party; 1959 Progressiewe Party; 1975: Reformiste Party), verzwakte de positie van de VP in het parlement. In 1977 volgde de ontbinding van de VP, die werd afgelost door de Nuwe Republiek Party, waarvan De Villiers Graaff kortstondig de leider was. Nog hetzelfde jaar gaf De Villiers Graaff zijn zetel in het parlement op en nam afscheid van de politiek.
Sir De Villiers Graaff overleed op 85-jarige leeftijd, op 4 oktober 1999 in Kaapstad.

## Familie
De jongere broer van De Villiers Graaff was Johannes de Villiers Graaff (1928-1915), een vooraanstaand econoom.
Als baronet werd De Villiers Graaff opgevolgd door zijn oudste zoon, Sir David Graaff (*1940).

## Werken
- Sir De Villiers Graaff: Div Looks Back: The memoirs of Sir De Villiers Graaff. Human & Rousseau, Cape Town. 1993. ISBN 0-7981-3176-4.

## Verwijzing
1. ↑  David Pieters de Villiers Graaff werd in 1911 in de adelstand verheven met de titel "baronet" en voerde sindsdien het predicaat "sir"

- International Standard Name Identifier: 0000 0000 5588 1870
- Library of Congress Control Number: n84181797
- Nederlandse Thesaurus van Auteursnamen: 29813974X
- Système universitaire de documentation: 191634212
- Virtual International Authority File: 79421513
- WorldCat: E39PBJpV9mtYb8TgThgWMXxkXd